# Parc des expositions de Metz
Le parc des expositions de Metz est un complexe destiné aux expositions, foires et manifestations événementielles situé à Metz. La foire-exposition internationale de Metz s'y déroule chaque année à la fin du mois de septembre jusqu'au début  octobre.

## Situation
Le parc se situe dans le quartier de Grigy-Technopôle, au sud de la ville, à 6 kilomètres du centre-ville.

## Histoire
Le nouveau Parc des expositions est inauguré en 1977 avec la présence du ministre de l'Industrie de l'époque, René Monory. Il dispose à son ouverture d'un parking de 40 000 places de stationnement, ses halls, les six hexagones, sont originaux pour l'époque.

## Description
Il est au cœur d'un bassin de vie de 3 millions d'habitants, accueille plus de 800 000 visiteurs avec 50 événements par an et a une surface totale d'exposition de 55 000 m2, dont 21 000 m2 de surface couverte.

## Évènements sportifs
- Tournoi de France 2022 (volley-ball)